# الأيام الفاطمية

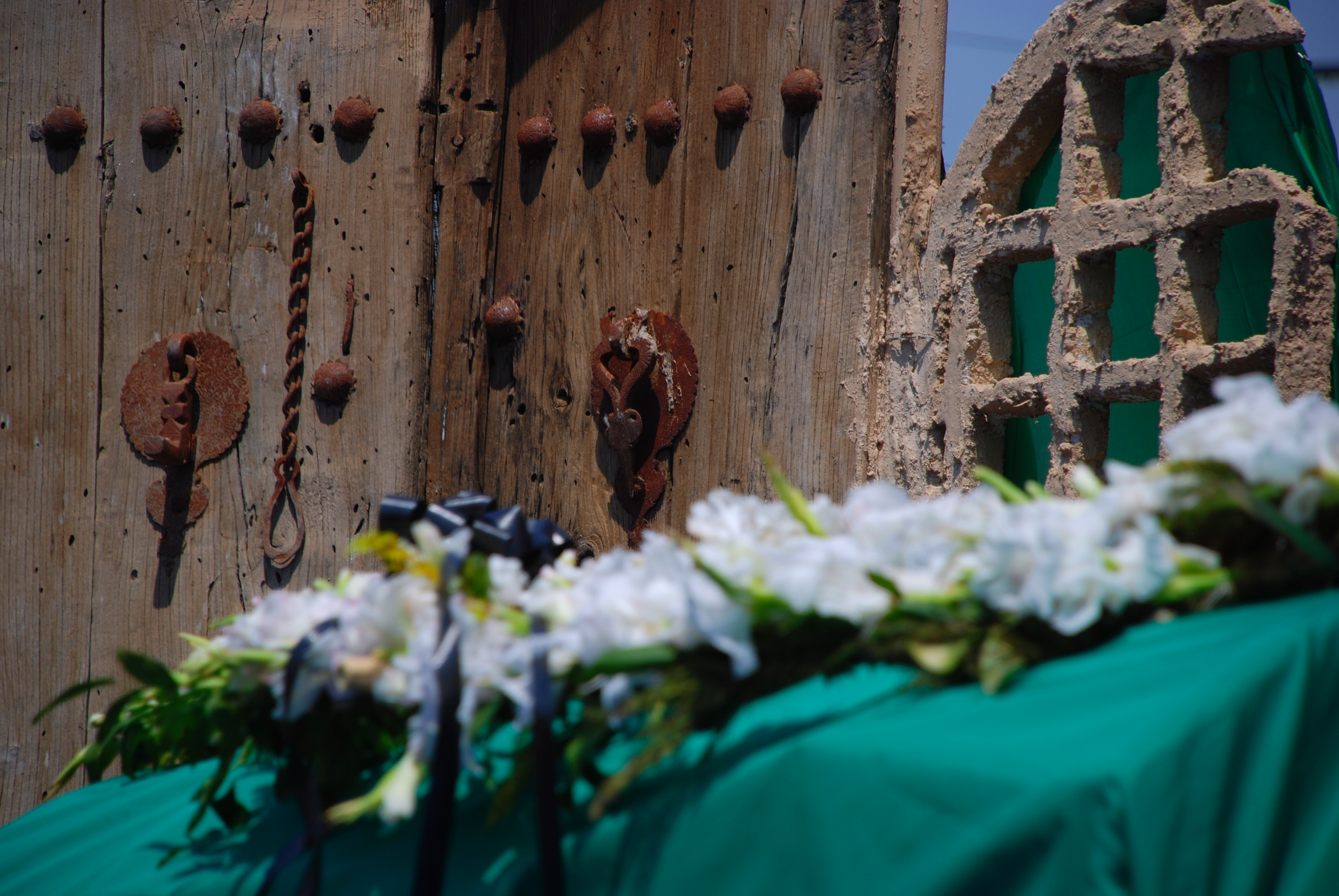
تشبيه بيت فاطمة الزهراء في مراسم الأيام الفاطمية في طهران

الأيام الفاطمية هي أيام ذكرى شهادة السيدة فاطمة الزهراء بنت النبي محمد، التي يتخذها الشيعة أيام حزن وعزاء، وذلك لاختلاف الروايات الواردة في يوم وفاتها، وأشهر تلك الأقوال ثلاثة، وهي ستة أيّام (3 من شهر جمادى الأولى) و (ثلاثة من جمادى الثانية). الفاطمية الأولى تبدأ من يوم 13 إلى 15 جمادى الأولى، والفاطمية الثانية تبدأ من اليوم الثالث إلى اليوم الخامس من شهر جمادى الثانية، وهي أيّام يحيي فيها الشيعة في كل بقاع العالم المجالس الرثائية حداداً وحزناً على ذكرى وفاة فاطمة الزهراء ابنة النبي محمد.

## تاريخ الوفاة
تعددت الروايات في ذكر تاريخ وفاة السيدة فاطمة الزهراء ولم يذكر المؤرخون تاريخاً محدّداً لها. حصر الشيخ الزنجاني الخوئيني في موسوعته عن فاطمة الزهراء الأقوال التي ذكرت تاريخ شهادتها في أحد وعشرون قولاً وذكرهم عن 615 مصدراً. ولكن هناك ثلاثة أقوال اشتهرت بين الشيعة. فالقول الأول قائل بأن السيدة فاطمة توفيت في 8 من ربيع الثاني، إي بعد أربعين يوماً من وفاة أبيها؛ والقول الثاني يقول بأنها توفيت في 13 من جمادى الأول يعني بعد خمسة وسبعين يوماً من رحيل النبي الأكرم، وهو القول الأشهر؛ ومجموعة أخرى من الروايات تقول بأنّ وفاتها كان بعد وفاة أبيها بخمس وتسعين يوماً وذلك في 3 من جمادى الثاني، وهو الأقوى.

## سبب اختلاف الروايات
هناك أسباب كثيرة لوجود هذه الاختلافات في الروايات، ومن هذه الأسباب:
1. أنه في تلك العصور كانت التواريخ أغلبها من المسموعات، فكانت تتعرض هذه المسموعات للنسيان مع مرور الزمن.
2. وكان تاريخ وفاة فاطمة الزهراء قبل ظهور عملية التدوين. حيث جاء التدوين متأخرا في التاريخ الإسلامي وذلك في القرن الثاني.
3. ويرى البعض أنه كان يتم التدوين على صحف قديمة ووسائل تقليدية وبسيطة فتعرض الكثير منها للزوال.
4. وربما الاختلاف كان بسبب الأحداث التي رافقت رحيل النبي وما جرى من أحداث كبيرة وخطيرة، حيث أصبحت المدة مبهمة في مرضها حتى شهادتها.
5. ولعل نشأ الاختلاف من التصحيف في الكلمات المتشابهة أو التحريف في النقل.

## موسم العزاء
يوصي بعض المراجع الدينية الشيعية أن تعقد مجالس العزاء في أيام شهادة فاطمة الزهراء وأن تستمر ثلاثة أيام، ولذلك اشتهر يوم 13 إلى 15 جمادى الأولى بالفاطمية الأولى، واليوم الثالث إلى اليوم الخامس من شهر جمادى الثانية بالفاطمية الثانية. ففي هذه الأيام تحيي الشيعة المجالس الرثائية في الحسينيات والمساجد والبيوت حداداً وحزناً على ذكرى شهادة فاطمة الزهراء ويذكرون فيها سيرتها وفضائلها ومناقبها.
وقد يعظّم شيعة العراق وبالأخص النجف هذه المناسبة في هذه الفترتين. ولكن يعظم الشيعة في إيران هذه الذكرى بناء على رواية اليوم الثالث من جمادي الثانية، وهذا اليوم لديهم يوم عطلة رسمية وحداد عام.